# Miełowce
Miełowce (biał. Мелаўцы; ros. Меловцы) – wieś na Białorusi, w obwodzie grodzieńskim, w rejonie wołkowyskim, w sielsowiecie Szydłowicze.
W dwudziestoleciu międzywojennym leżały w Polsce, w województwie białostockim, w powiecie wołkowyskim, do 30 grudnia 1922 w gminie Mścibów, następnie w gminie Szydłowicze.